# Jacques sau supunerea
Jacques sau supunerea (franceză: Jacques ou la soumission) este o piesă de teatru absurd scrisă în limba franceză de Eugen Ionescu.  Piesa a fost compusă în anul 1955.  